# Contea di Hwacheon
La contea di Hwacheon (Hwacheon-gun; 화천군; 華川郡) è una delle suddivisioni della provincia sudcoreana del Gangwon.